# نوروز ما
| اسفندار ما - نوروز ما - کورچ ما |    |    |    |    |    |    |  |
| ش                               | ی  | د  | س  | چ  | پ  | ج  |  |
|                                 |    | ۱  | ۲  | ۳  | ۴  | ۵  |  |
| ۶                               | ۷  | ۸  | ۹  | ۱۰ | ۱۱ | ۱۲ |  |
| ۱۳                              | ۱۴ | ۱۵ | ۱۶ | ۱۷ | ۱۸ | ۱۹ |  |
| ۲۰                              | ۲۱ | ۲۲ | ۲۳ | ۲۴ | ۲۵ | ۲۶ |  |
| ۲۷                              | ۲۸ | ۲۹ | ۳۰ |    |    |    |  |
| بر اساس ۱۷ مرداد ۱۳۹۰           |    |    |    |    |    |    |  |

نوروز ما اولین ماه سال دیلمی است که ۳۰ روز دارد و از جشن نوروز دیلمی و ۱۷ مرداد هرسال آغاز می‌شود.

## مناسبت‌ها
- ۱ نوروز ما - آغاز نوروز، روز خبرنگار در ایران

## زادروزها
- محمدعلی جمال‌زاده: متولد ۲۰/مرداد/۱۲۷۰ در اصفهان - داستان‌نویس.
- علی حاتمی: متولد ۲۳/مرداد/ ۱۳۲۳ در تهران - فیلم نامه‌نویس و کارگردان.
- شهریار پرهیزگار: متولد ۲۵/مرداد/۱۳۴۳ در تهران - قاری ایرانی
- نیما شاهرخ شاهی: متولد ۱۷/مرداد/۱۳۶۰ در تهران - بازیگر.
- عارف عارف کیا: متولد ۲۹/مرداد/۱۳۱۹ در میانه - خواننده موسیقی پاپ ایرانی.
- داریوش فرضیایی(عمو پورنگ): متولد مرداد/۱۳۵۲ در تهران - مجری تلویزیونی
- امین تارخ: متولد ۲۰/مرداد/۱۳۳۲، شیراز - بازیگر تئاتر و سینما.
- رضا صادقی: متولد ۲۵/مرداد/۱۳۵۸، بندرعباس - خواننده موسیقی پاپ.
- شراره رخام: تاریخ تولد ۱۷/مرداد/۱۳۵۰، تهران شراره رخام - بازیگر ایرانی است.

## جُستارهای وابسته
- فروردین
- نوروز